# 中原秀一郎
中原 秀一郎（なかはら ひでいちろう、1954年〈昭和29年〉1月28日 - ）は、日本のラジオパーソナリティで、朝日放送 の元社員・アナウンサー。定年後も、朝日放送→朝日放送テレビの嘱託社員として、2019年1月31日まで在籍していた。
アナウンサー時代の愛称は「ナニワの秀さん」「のび太」で、アナウンサー職を離れてからは、編成局次長や監査役会事務局次長を歴任。2019年2月1日からは、フリーアナウンサーとして活動する。

## 来歴・人物
大阪市東淀川区（現在の淀川区）生まれの中津（当時は同市大淀区、現在は北区）育ち。大阪府立北野高等学校を経て、慶應義塾大学へ進学した。
高校時代には、小柄ながら野球部で活動していた。大学でも野球を続けようとしたが、厳しい練習を見た途端に断念。「ラジオパーソナリティになって芸能人に会いたい」との一心から、放送研究会で活動するかたわら、東京アナウンスアカデミーでアナウンスの研鑽を積んでいた。研究会での1年後輩に三波豊和、アカデミーでの同期生にテレビ朝日アナウンサー1期生の吉澤一彦、渡辺宜嗣、古舘伊知郎などがいる。
大学卒業後の1977年に、アナウンサーとして朝日放送へ入社した。同期入社のアナウンサーは、武周雄（たけちかお、現在はABC開発常務）と石原勝（現在はABC音楽振興会出向）。入社2年目には、石原とともに、ABCラジオの全国高等学校野球選手権大会中継で全試合スタンドリポーターを務めた。また、1979年4月1日からラジオ『ABCヤングリクエスト』のパーソナリティを担当。野球などのスポーツ中継で実況を務めるかたわら、『近鉄バファローズアワー』などのラジオ番組にも出演した。
『ABCヤングリクエスト』を降板した1983年4月からは、早朝ワイド番組『おはよう6』のキャスター抜擢を機に、テレビ番組にもレギュラー出演。「ナニワの秀さん」の愛称で親しまれた。また、ドラえもんののび太に似た顔付きから、「のび太」と言われたことがある。
1985年には、夕方の若者向けバラエティ生番組『YOUごはんまだ?』で司会。その後、1987年から1989年にかけて、『ニュースウェーブABC』（平日夕方の関西ローカルワイドニュース番組）でメインキャスターを務めた。ナレーションでの番組出演も多く、『ゆらり海遊記』や『上沼恵美子のおしゃべりクッキング』では初代のナレーターを担当していた。
1995年10月からABCラジオで放送を開始した『秀さんのヤンリク時代』で、ラジオパーソナリティーに復帰。1997年には、平日夕方の情報番組『中原秀一郎のラジオToday』のメインパーソナリティーとして出演した。
しかし、『ラジオToday』が終了した直後の人事異動（2001年）で、アナウンス職から総務局広報部長に就任。広報部長を2年務めた後、編成局次長兼PR委員会事務局長を経て、編成局番組宣伝部ゼネラルプロデューサーとなる。『土曜ワイド劇場』（ABCテレビ制作分）や『アタック25』といった長寿番組のPRを担当していた。さらに、2010年11月の人事異動で、監査役会の事務局次長に就いていた。
アナウンス職を離れてからも、同局が毎週月曜日の早朝に1週間の放送を開始する際には、AMステレオ放送開始（1992年3月）から本社移転の直前（2008年6月）まで中原の声によるアナウンス（「こちらはABC朝日放送です」「おはようございます。今日も一日、朝日放送の番組でお楽しみください」）を放送。アナウンサー時代に収録したラジオCMの一部も、長期にわたって放送に使われていた。
編成局番組宣伝部ゼネラルプロデューサー時代の2009年11月14日には、『Club JONR』のパーソナリティの1人として、8年振りにラジオ番組へ出演。2011年10月1日の番組終了まで、他の元アナウンサー5人と交代でパーソナリティを務めていた。同年11月23日から2012年3月28日までは、監査役会事務局次長職のまま、同局のナイターオフ番組『おっちゃんラジオ』の水曜日「中原秀一郎のビッグウェンズデー」でパーソナリティを務めた。
2014年の誕生日で60歳になったことから、同年3月で朝日放送を定年で退職した。退職の直前には、エー・ビー・シーメディアコム制作のCDボックス「ABCヤングリクエスト フォーエバー」（2014年）で、藤原正美とともに「DISC4」のナビゲーターを務めた。
朝日放送とは、退職を機に5年間の嘱託契約を締結。2016年9月26日から2018年12月31日（いずれも月曜日）までは、平日早朝の生ワイド番組『朝も早よから 中原秀一郎です』（44年2ヶ月にわたって放送されてきた『おはようパートナー』シリーズの後継番組）のパーソナリティとして、ABCラジオの番組へのレギュラー出演を再開した。2019年1月31日付で嘱託契約期間を満了することを前に、同年1月5日（いずれも土曜日）からは、『中原秀一郎のミュージック写真館』（17:00  - 17:55）のパーソナリティを2020年9月26日まで務めた。

## 趣味・エピソード
趣味は、釣り・映画鑑賞・日本史研究など。釣りについては、関西チヌ釣り会や大阪チヌ釣り研究会に入るほど、アナウンサー時代から造詣が深い。また、日本ソムリエ協会が実施するワイン検定の「シルバークラス」に合格した経験を持つほか、コミュニケーション能力検定1級などの資格を保持している。
学生時代は、同年齢の南沙織の熱烈なファンだった。大学在学中には、アルバイトの一環として銀座三愛ビル内のDJを担当。また、「ナニワのディスコボーイ」を自認するほど、ディスコへ通い詰めていた。さらに、アリスのドラマー・矢沢透と親交が深く、現在も交流が続いている。アナウンス職を離れてから出演した上記の番組では、ディスコミュージックや最新のポップスを積極的に流したほか、ライブへ足を運ぶほどのサンボマスターファンであることを公言していた。
単独で進行していた『朝も早よから 中原秀一郎です』のスタジオに愛用のコーヒーカップを持ち込んだり、同番組の生放送中に、リスナーへ断りを入れたうえで必ずコーヒーを飲んだりするほどのコーヒー好き。この嗜好にちなんで、同番組では、「朝も早よから　ほろにがコーヒー」（番組オリジナルのコーヒーバッグ）を希望するリスナーに進呈していた。同番組のパーソナリティが芦沢誠・桂紗綾（いずれも朝日放送テレビアナウンサー）に代わった2019年1月以降も、放送中のコーヒーブレイクや「朝も早よから　ほろにがコーヒー」のプレゼントを継続していた（現在はいずれも終了）。

## 出演番組

### 過去

#### 朝日放送アナウンサー時代
- 全国高校野球選手権大会中継（テレビ・ラジオとも実況を一時担当）

ABCテレビ
報道・情報・ワイドショー番組（いずれもローカル）
| 期間       | 期間         | 番組名                              | 役職                |
| ---------- | ------------ | ----------------------------------- | ------------------- |
| 1983年10月 | 降板時期不明 | おはよう6                           | 進行キャスター      |
| 1985年10月 | 1986年10月   | 入川保則のほっとワイド→ほっとワイド | サブ司会→メイン司会 |
| 1987年10月 | 1989年9月    | ニュースウェーブABC                 | メインキャスター    |

バラエティ・紀行・料理関連番組（一部は全国ネット）
- YOUごはんまだ? （進行）
- ゆらり海遊記（初代ナレーター）
- 上沼恵美子のおしゃべりクッキング （初代ナレーター）

ABCラジオ
- ABCヤングリクエスト
  - 復活版（『秀さんのヤンリク時代』）と合わせてパーソナリティを担当
- 近鉄バファローズアワー （スタジオパーソナリティーと実況担当を兼務）
- ABCラジオナイター（実況やベンチリポートを随時担当）
- 秀さんのよもやま歌謡曲
- 中原秀一郎のラジオToday
- 日曜なつメロ大行進

#### アナウンス職からの異動後
いずれもABCラジオの番組
- Club JONR（不定期でパーソナリティを担当、2009年10月〜2011年9月）
- パーソナリティ秋の交流戦ファーストステージ　もうすぐおっちゃんラジオ!（2011年10月26日）
  - 10年振りに出演した生放送番組で、アナウンサー時代の後輩・堀江政生と共演。
- おっちゃんラジオ水曜日「秀さんのビッグ・ウエンズデー」（2011年度のナイターオフ番組、2011年11月23日 - 2012年3月28日）
- 堀江政生のほりナビ!!（2014年3月14日）
  - 『おっちゃんラジオ』からの派生番組。この放送で、同月に定年を迎えることを明かした。
- 朝も早よから 中原秀一郎ですパーソナリティ（2016年9月26日 - 2018年12月31日　定年退職後の嘱託社員のアナウンサーとして復帰後に担当）
- 中原秀一郎のミュージック写真館　パーソナリティ（2019年1月5日 - 2020年9月26日）
  - 後輩アナウンサーの藤崎健一郎が2017年10月7日からパーソナリティを務めていた『中之島ミュージック写真館』を、中原の冠番組としてリニューアル・改題。出演期間中の2019年1月31日付で朝日放送テレビとの嘱託契約期間を満了したが、満了後の2月2日放送分以降も、フリーアナウンサーの立場でパーソナリティを続けていた。
- 桑原征平粋も甘いも「粋甘流☆美女と野獣NEO」（2019年3月）
  - 同月のお題『何処ぞの旅』にて、チューリップ「心の旅」のサビの替え歌を歌唱[6]。